# Regisztrált memória

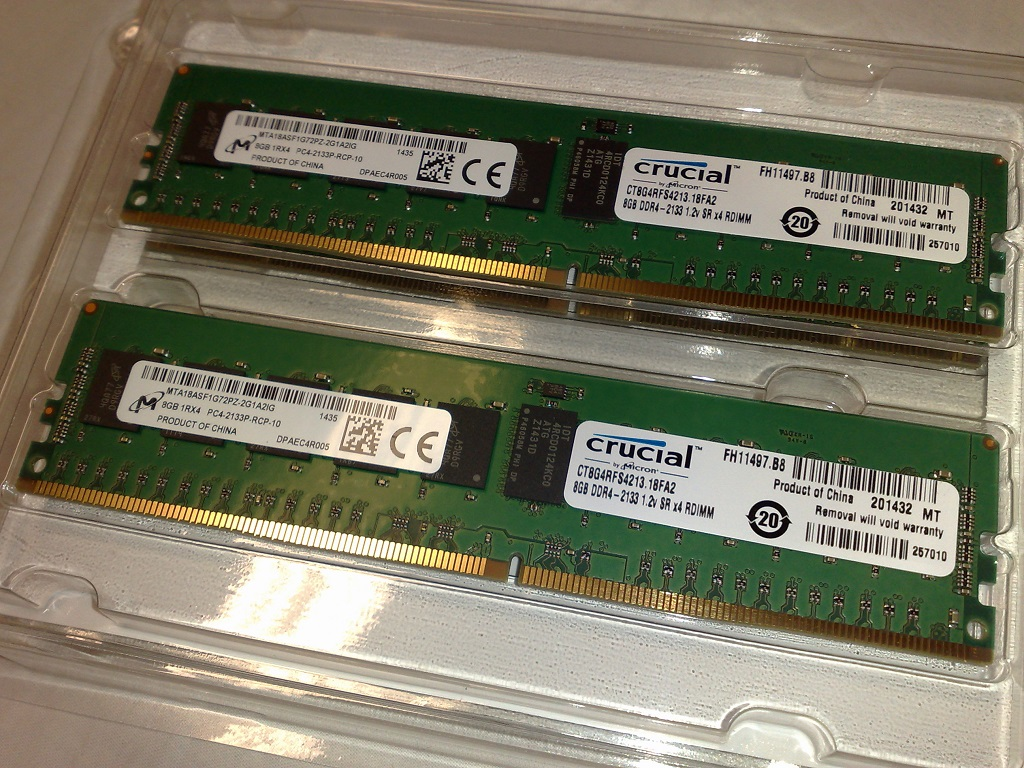
Két 8 GiB DDR4 -2133 ECC 1.2 V regisztrált DIMM-ek (RDIMM-ek)

Példa UDIMM RAM-ra

A regisztrált (más néven pufferelt ) memóriamodulok egy regiszterrel rendelkeznek a DRAM modulok és a rendszer memóriavezérlője között. Kisebb elektromos terhelést jelentenek a memóriavezérlőre, és lehetővé teszik, hogy az egyes rendszerek stabilak maradjanak több memóriamodullal, mint egyébként. A regisztrált memóriával összehasonlítva a hagyományos memóriát általában nem pufferelt memóriának vagy nem regisztrált memóriának nevezik. Ha kettős soros memóriamodulként (DIMM) gyártják, a regisztrált memóriamodult RDIMM-nek, míg a nem regisztrált memóriát UDIMM-nek vagy egyszerűen DIMM-nek nevezik.
A regisztrált memória gyakran drágább az alacsonyabb eladott egységek száma és a további áramkörök szükségessége miatt, így általában csak azokban az alkalmazásokban található meg, ahol a méretezhetőség és a robusztusság szükségessége meghaladja az alacsony ár iránti igényt. – például a szerverekben általában regisztrált memóriát használnak.
Bár a legtöbb regisztrált memóriamodul hibajavító kódmemóriával (ECC) is rendelkezik, előfordulhat, hogy a regisztrált memóriamodulok nem képesek hibajavítóak, vagy fordítva. A nem regisztrált ECC-memória támogatott és használható olyan munkaállomásokon vagy belépő szintű szerveralaplapokon, amelyek nem támogatnak túl nagy mennyiségű memóriát.

## Teljesítmény
Általában teljesítménybüntetés jár a regisztrált memória használatáért. Minden olvasás vagy írás egy cikluson át pufferelve van a memóriabusz és a DRAM között, így a regisztrált RAM úgy képzelhető el, mint amely egy órajelciklussal a megfelelő nem regisztrált DRAM mögött fut. Az SDRAM esetén ez csak a sorozat első ciklusára vonatkozik.
Ez azonban nem általános teljesítmény. A memória-elérési sebességben számos egyéb tényező is szerepet játszik. Például az Intel Westmere 5600 sorozatú processzorok interleaving segítségével érik el a memóriát, ahol a memória-hozzáférés három csatornán van szétosztva. Ha csatornánként 2 memória-DIMM-et használnak, az UDIMM-mel rendelkező konfigurációban a maximális memória sávszélessége körülbelül 5%-kal csökken az RDIMM-hez képest. 

## Kompatibilitás
Általában az alaplapnak meg kell egyeznie a memória típusával; ennek eredményeként a regisztrált memória nem fog működni a nem erre tervezett alaplapon, és fordítva. Egyes PC-alaplapok fogadnak vagy igényelnek regisztrált memóriát, de a regisztrált és nem regisztrált memóriamodulok nem keverhetők. Sok a zavar a regisztrált és az ECC memória között; széles körben elterjedt az a vélemény, hogy az ECC memória (amely lehet regisztrált vagy nem) egyáltalán nem működik egy alaplapon ECC támogatás nélkül, még az ECC funkció nélkül sem, bár a kompatibilitási problémák valójában akkor merülnek fel, amikor a regisztrált memóriát (amely gyakran támogatja az ECC-t, és ECC RAM-ként írják le) olyan PC-alaplapon, amely nem támogatja azt.

## Pufferelt memória típusok

Összehasonlítás: Regisztrált memória (R-DIMM) a bal oldalon és csökkentett terhelésű DIMM (LR-DIMM) között látható különbségeket mutatja be a kép ez pedig a jobb oldalon látható

A regisztrált (pufferolt) DIMM (R-DIMM) modulok puffert helyeznek el a DIMM parancs- és címbuszának lábai és a memóriachipek közé. Egy nagy kapacitású DIMM-nek számos memóriachipje lehet, amelyek mindegyikének meg kell kapnia a memóriacímet, és kombinált bemeneti kapacitásuk korlátozza a memóriabusz működési sebességét. A parancs- és címjelek R-DIMM-en belüli újraelosztásával ez lehetővé teszi több chip csatlakoztatását a memóriabuszhoz.  A költségek megnövekedett memória késleltetés, ennek eredményeként egy további óraciklus szükséges ahhoz, hogy a cím bejárja a kiegészítő puffert. A korán regisztrált RAM-modulok fizikailag nem voltak kompatibilisek a nem regisztrált RAM-modulokkal, de az SDRAM R-DIMM-ek két változata mechanikusan felcserélhető, és egyes alaplapok mindkét típust támogathatják.
A csökkentett terhelésű DIMM (LR-DIMM) modulok hasonlóak az R-DIMM-ekhez, de pufferrel is ellátják az adatvonalakat. Más szóval, az LR-DIMM-ek pufferolják a vezérlő- és az adatvonalakat, miközben megőrzik az összes jel párhuzamos jellegét. Ennek eredményeként az LR-DIMM-ek nagy általános maximális memóriakapacitást biztosítanak, miközben elkerülik az FB-DIMM-ek teljesítmény- és energiafogyasztási problémáit, amelyeket a soros és párhuzamos jelformák közötti szükséges átalakítás okoz.
A teljesen pufferelt DIMM (FB-DIMM) modulok még jobban megnövelik a maximális memóriakapacitást a nagy rendszerekben, egy bonyolultabb pufferchipet használva a szabványos SDRAM lapkák széles busza és a keskeny, nagy sebességű soros memóriabusz között. Más szavakkal, minden vezérlés, cím és adatátvitel az FB-DIMM-ekre soros módon történik, míg az egyes FB-DIMM modulokon található kiegészítő logika a soros bemeneteket párhuzamos jelekké alakítja, amelyek a memóriachipek meghajtásához szükségesek.
A memóriabuszonként szükséges érintkezők számának csökkentésével a CPU-k több memóriabuszt támogathatnak, ami nagyobb teljes memóriasávszélességet és -kapacitást tesz lehetővé. Sajnos a fordítás tovább növelte a memória késleltetését, és a komplex, nagy sebességű puffer chipek jelentős energiát fogyasztottak és sok hőt termeltek.
Mind az FB-DIMM, mind az LR-DIMM-et elsősorban a memóriamodul által a memóriabuszra gyakorolt terhelés minimalizálására tervezték. Nem kompatibilisek az R-DIMM-ekkel, és az ezeket igénylő alaplapok általában nem fogadnak semmilyen más típusú memóriamodult.